# Stiftskirche Fröndenberg

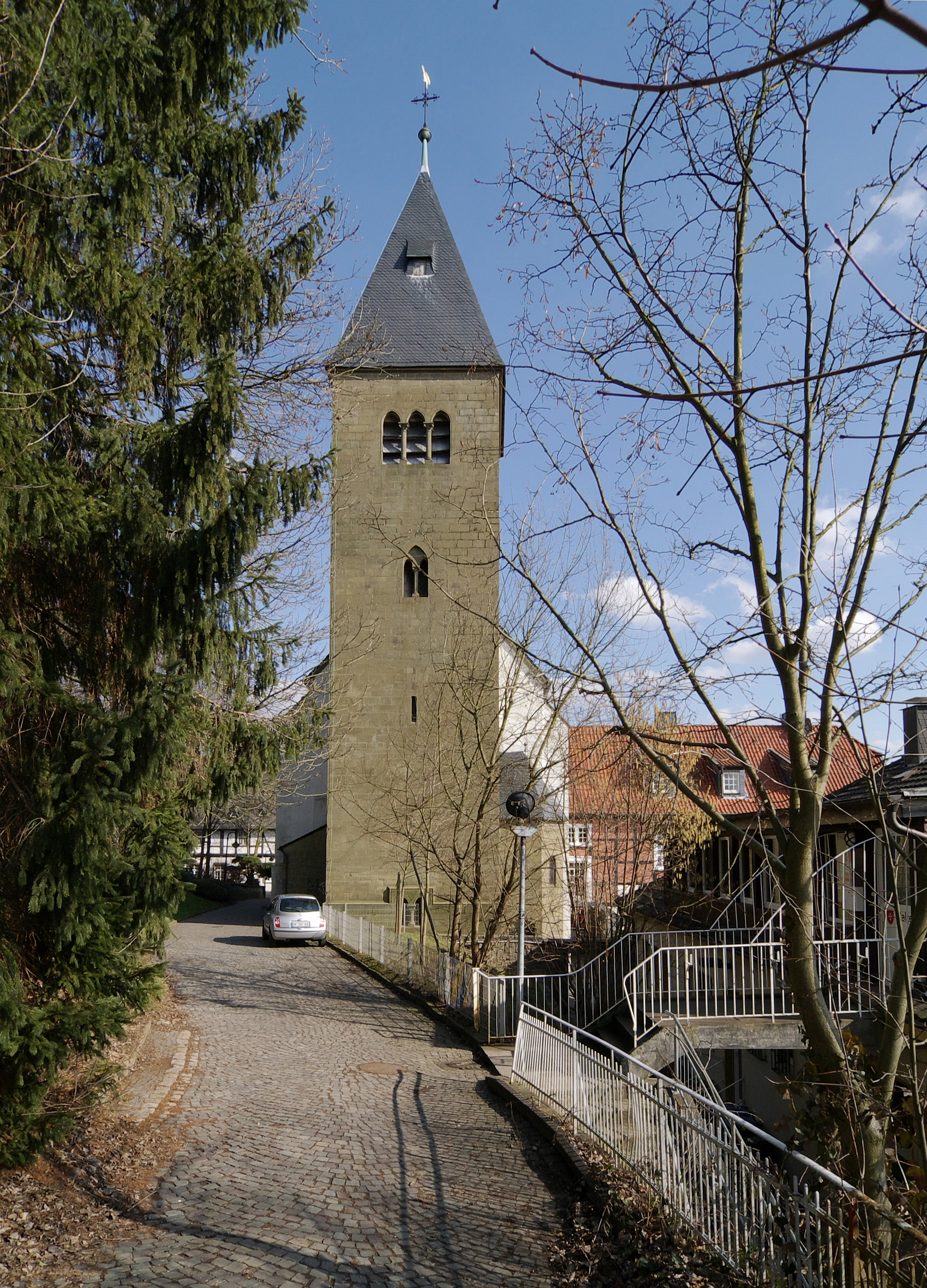
Turm der Stiftskirche

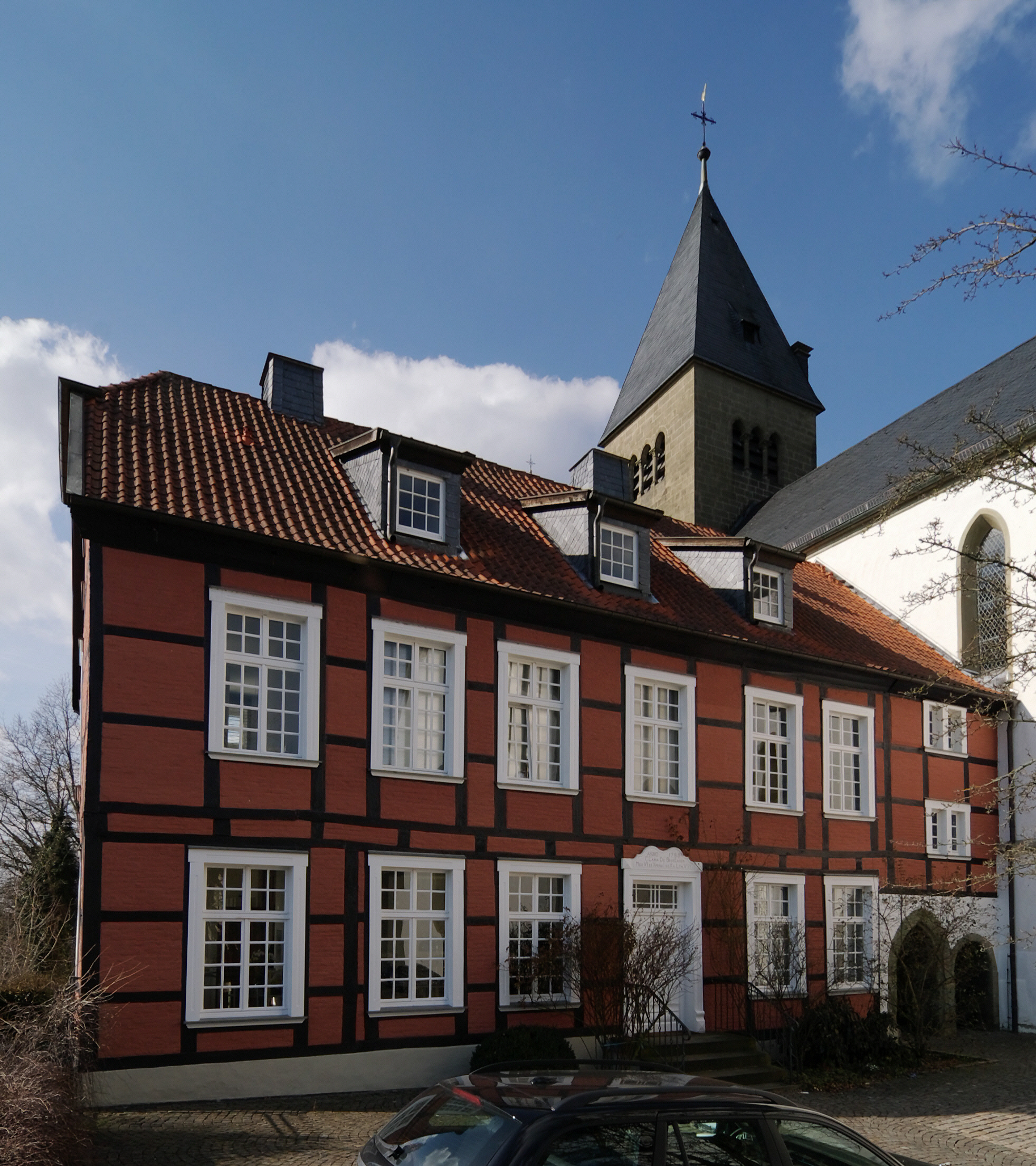
Innenhof

Die Stiftskirche Fröndenberg ist eine von der evangelischen Kirchengemeinde genutzte denkmalgeschützte Kirche in Fröndenberg. Aufgrund eines Simultaneums hat auch die katholische Kirchengemeinde ein Nutzungsrecht. Eigentümer ist das Land Nordrhein-Westfalen.

## Geschichte
Ab ca. 1230 wurde die Kirche als Zisterzienserinnen-Klosterkirche des Stifts Fröndenberg errichtet. Sie ist die Grabeskirche der Grafen von der Mark. Ungefähr 100 Jahre vor der Reformation wandelte sich das Kloster in ein freiweltlich-adeliges Stift. Ab Mitte des 17. Jahrhunderts wurde die Kirche eine Simultankirche mit Nutzung durch die evangelisch-lutherische, die evangelisch-reformierte und die römisch-katholische Kirchengemeinde. Dieses Simultaneum besteht bis heute. Die Kirche befindet sich, bedingt durch die staatlicherseits durchgeführte Säkularisation des Stifts 1812, im Eigentum des Landes Nordrhein-Westfalen als Rechtsnachfolger des preußischen Staates.

## Baubeschreibung
Bei der Kirche handelt es sich um eine gotische Saalkirche mit einem geraden Ostschluss und einem Dachreiter über der Vierung. Westlich wurde 1902 ein Glockenturm angebaut.
Der Bau der Kirche aus Kleinquadern aus Grünsandstein begann in der Mitte des 13. Jahrhunderts mit dem Chor, der Vierung und den Querarmen. Dieser Bauteil besteht aus etwa quadratischen Jochen. Der Bau wurde fortgesetzt mit dem Ostjoch des Langhauses. Zwei etwas breitere Joche im Westen waren für die Nonnenempore nötig. Der Bau der Obergaden und die Wölbung der Emporenjoche wird auf die Zeit um 1300 datiert.
Die östlichen Teile der Kirche sind etwas niedriger als das Langhaus. Die Chorostfassade ist aufwendig gestaltet. Über einer gestaffelten Dreifenstergruppe befindet sich eine große Blendrosette mit einer Maßwerkfüllung. In ihrer Art ist die Blendrosette einzigartig in Westfalen. Gewisse Ähnlichkeiten bestehen zur Nordquerhausrose von Notre Dame de Paris und zum Langhausfenster im Dom zu Minden. Im Giebel zwischen kleinen Rundfenstern befindet sich das große Relief einer Madonna unter einem Baldachin. Seitlich sind zwei kniende Stifterfiguren zu sehen. Das Chorsüdfenster wird auf die Zeit gegen Ende des 15. Jahrhunderts datiert. An der Stirn des südlichen Querhauses befindet sich ein Maßwerkfenster aus dem 14. Jahrhundert. Im Ostjoch des Langhauses befindet sich eine Dreifenstergruppe, darunter ein zugemauertes Spitzbogenportal. Die dreibahnigen Fenster in den westlichen Jochen sind schlicht gehalten. Im Süden sind die Fenster wegen Anbauten teilweise vermauert. Chor und Querhaus verfügen über hohe Rippengewölbe. Die Kapitelle sind mit flachem Blattschmuck und stilisierten Tieren versehen. Die Gewölberippen enden teilweise in Maskenköpfen. Das Gewölbe im Langhausjoch setzt höher an. Die Rippen sind mit Zierscheiben versehen. Die Westjoche sind durch einen Gurt mit abgefassten Kanten abgesetzt.
Von den ursprünglich vorhandenen großen Wandmalereien existieren nur im Westjoch der Nordwand noch nennenswerte Reste mit zwei stehenden Heiligen vor Blattranken.
Etwa um das Jahr 1500 wurde im Norden eine Sakristei angebaut. An die Stelle der 1826 abgebrochenen Nonnenempore trat eine dreiseitige Empore. Der Anbau des Westturms erfolgte 1902 aus Ruhrsandsteinquadern. Zwischen 1979 und 1985 wurde die Kirche umfassend restauriert und bis auf den Turm verputzt.

## Ausstattung
Zur Ausstattung gehören drei gemauerte Altarblöcke aus mittelalterlicher Zeit. Das hölzerne spätbarocke Hochaltarretabel aus Holz stammt aus dem Jahr 1776. Zu sehen ist der preußische Adler in einem Sprenggiebel und ein Kreuzigungsbild. Die Kanzel aus Eiche stammt von 1797.
Kunsthistorisch bedeutend ist der Mittelteil eines im 15. Jahrhundert von der Äbtissin Segele von Hamme gestifteten gotischen Flügelaltars. Der Künstler stammte aus dem Umfeld des Conrad von Soest. Möglicherweise ist es sogar ein Frühwerk Conrads. Es könnte sich auch um ein Werk des sogenannten Meisters des Fröndenberger Altars handeln. Auf Goldgrund sind Szenen aus dem Leben der Maria dargestellt. Hinzu kommen zwei Tafeln beiderseits des Mittelfeldes. Einige Tafeln befinden sich in Münster und Cleveland.
Bemerkenswert ist weiter eine steinerne gotische Nische für Skulpturen. Aus dem 15. Jahrhundert stammt eine Pietà, deren originale Bemalung 1980 freigelegt wurde. Ein hölzernes Bildnis des Heiligen Mauritius stammt aus dem 15. Jahrhundert.
In der Kirche befindet sich das Hochgrab des Grafen Eberhard I. von der Mark (auch Everhard II., Graf von Mark, Graf von Altena genannt) und seiner Frau Irmgard von Berg. Die Figuren des Grafenpaares sind liegend in Blendarkaden auf einer fialengerahmten Platte dargestellt. Seitlich an der Platte sind Wappen zu sehen. Die Wände der Tumba sind mit Steinschmuck versehen. Zu Beginn des 14. Jahrhunderts wurde zwischen den Köpfen der Figuren ein Madonnenbild eingefügt. Insgesamt sind in der Kirche vier aufeinander folgende Grafen beigesetzt.
Daneben enthält die Kirche zahlreiche weitere Grabplatten. Darunter sind Grabdenkmäler von sechs Äbtissinnen der Stiftszeit und eine Grabplatte einer Äbtissin aus der Frühzeit des Klosters (1280). Um 1600 entstand das Epitaph für Johann von der Recke.

### Orgel
Die Orgel wurde 1687 von Tobias Bader begonnen. Vollendet wurde sie 1692 von Peter Henrich Varenholt. Als einzige Bader-Orgel in Westfalen ist das ursprüngliche Pfeifenwerk trotz späterer Erweiterungen weitgehend erhalten. Der Orgelprospekt im Stil des Barock stammt aus dem Jahr 1826. Die Orgel wurde unter Beibehaltung der historischen Substanz mehrfach umgebaut und auch erweitert. Sie verfügt über 25 Register, die auf zwei Manuale und Pedal verteilt sind. Von den insgesamt etwa 1670 Pfeifen stammen 540 aus der Erbauerzeit, die ersten sieben Register im Hauptwerk und die ersten drei im Brustwerk.
| I Hauptwerk C–f3 |              |       |
| 1.               | Quintade     | 16′   |
| 2.               | Prinzipal    | 8′    |
| 3.               | Rohrflöte    | 8′    |
| 4.               | Oktave       | 4′    |
| 5.               | Gemshorn     | 4′    |
| 6.               | Nasard       | 2 ⁄3′ |
| 7.               | Oktave       | 2′    |
| 8.               | Mixtur IV–VI |       |
| 9.               | Trompete     | 8′    |

| II Brustwerk C–f3 |                 |       |
| 10.               | Metallgedackt   | 8′    |
| 11.               | Prinzipal       | 4′    |
| 12.               | Gedacktflöte    | 4′    |
| 13.               | Waldflöte       | 2′    |
| 14.               | Quinte          | 1 ⁄3′ |
| 15.               | Oktave          | 1′    |
| 16.               | Sesquialtera II | 2 ⁄3′ |
| 17.               | Scharff III–IV  | 2⁄3′  |
| 18.               | Krummhorn       | 8′    |
|                   | Tremulant       |       |

| Pedal C–f1 |            |     |
| 19.        | Subbaß     | 16′ |
| 20.        | Oktave     | 8′  |
| 21.        | Pommer     | 8′  |
| 22.        | Oktave     | 4′  |
| 23.        | Mixtur III |     |
| 24.        | Posaune    | 16′ |
| 25.        | Trompete   | 4′  |

- Koppeln: II/I, I/P, II/P

### Geläut
Das dreistimmige Gussstahlgeläut wurde 1902 angeschafft und erklingt in g′-b′-des″.